# František Dvořák (odbojář)

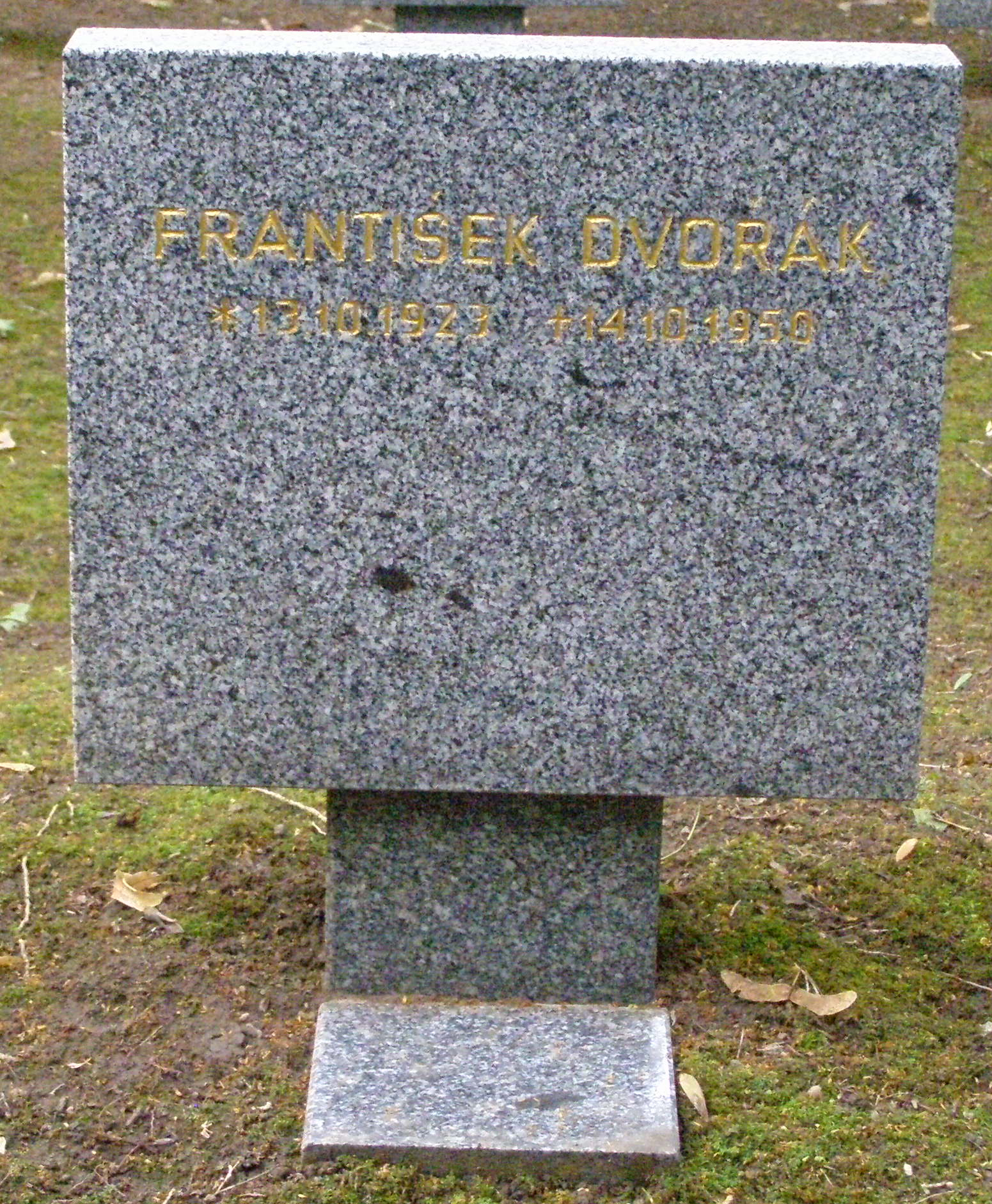
Symbolický hrob na Čestném pohřebišti popravených a umučených z padesátých let (III. odboj) na Ďáblickém hřbitově v Praze

František Dvořák (13. října 1923 Hodonín – 14. října 1950 Brněnská káznice) byl český policista a protikomunistický odbojář odsouzený komunistickým režimem k trestu smrti a v roce 1950 popraven.

## Životopis
Narodil se v roce 1923 v Hodoníně. Jeho otec František byl cukrář a pekař, matka Marie byla opatrovnicí v mateřské škole. V mládí se vyučil malířem pokojů, když pracoval u firmy Václovič. Měl partnerku Květu.
Za Protektorátu pracoval v letech 1942 až 1943 jako četník v hodnosti strážmistra. V rámci této činnosti se ovšem zapojil do protinacistického odboje, když odbojářům například pomáhal krást zbraně, které poté zasílal do Uherského Hradiště. Na začátku roku 1943 se pak stal požárním policistou ve městě Zbiroh. V březnu 1943 byl zatčen a odvlečen do Německa. Do konce druhé světové války byl vězněn v rakouském Bernau.
Od září 1947 působil jako vojín v Opavě. Dvakrát utekl ze základní vojenské služby (v dubnu a poté opět v červnu 1948), za což mu byly uděleny tresty odnětí svobody v délce několika měsíců. Po komunistickém převratu se zapojil do protikomunistického odboje, přičemž měl v červenci 1948 založit vlastní odbojovou skupinu s názvem BOZ-38, s jejímiž členy se měl pokusit odpálit muniční sklad ve Vsetíně. V srpnu 1949 byl ovšem zatčen, když se o akci dozvěděla Státní bezpečnost. V případu bylo poté zatčeno na 180 osob podezřelých z odbojové činnosti proti komunistům. V následném politickém procesu byl poté za trestné činy velezrady a vyzvědačství odsouzen k trestu smrti. Po neúspěšném odvolání k Nejvyššímu soudu byl v říjnu 1950 popraven. Po sametové revoluci byl v roce 1990 rehabilitován.